# Jeremy Linn
Jeremy Porter Linn (ur. 6 stycznia 1975) – amerykański pływak. Dwukrotny medalista olimpijski z Atlanty.
Specjalizował się w stylu klasycznym. Igrzyska w 1996 były jego jedyną olimpiadą. Triumfował w sztafecie stylem zmiennym, wspólnie z nim drużynę tworzyli Jeff Rouse, Mark Henderson i Gary Hall Jr. Indywidualnie zajął drugie miejsce w wyścigu na 100 metrów żabką.